# Lista jocurilor video publicate de Nintendo
Această listă conține o enumerare a jocurilor video publicate de Nintendo.

## Arcade
| Titlu                                 | Japonia | Statele Unite ale Americii | Uniunea Europeană | An lansare |
| ------------------------------------- | ------- | -------------------------- | ----------------- | ---------- |
| Laser Clay Shooting System            | DA      | NU                         | NU                | 1973       |
| Shooting Trainer                      | DA      | NU                         | NU                | 1976       |
| Sky Hawk                              | DA      | NU                         | NU                | 1976       |
| Wild Gunman                           | DA      | NU                         | NU                | 1976       |
| Battle Shark                          | DA      | NU                         | NU                | 1977       |
| Block Fever                           | DA      | NU                         | NU                | 1978       |
| Computer Othello                      | DA      | NU                         | NU                | 1978       |
| Test Driver                           | DA      | NU                         | NU                | 1978       |
| Monkey Magic                          | DA      | NU                         | NU                | 1979       |
| SF-HiSplitter                         | DA      | NU                         | NU                | 1979       |
| Sheriff                               | DA      | NU                         | NU                | 1979       |
| Space Fever                           | DA      | NU                         | NU                | 1979       |
| Space Launcher                        | DA      | NU                         | NU                | 1979       |
| HeliFire                              | DA      | NU                         | NU                | 1980       |
| RadarScope                            | DA      | NU                         | NU                | 1980       |
| Space Fire Bird                       | DA      | NU                         | NU                | 1980       |
| Donkey Kong                           | DA      | DA                         | NU                | 1981       |
| Sky Skipper                           | DA      | NU                         | NU                | 1981       |
| Donkey Kong Junior                    | DA      | DA                         | NU                | 1982       |
| Popeye                                | DA      | DA                         | NU                | 1982       |
| Donkey Kong 3                         | DA      | DA                         | NU                | 1983       |
| Mario Bros.                           | DA      | DA                         | NU                | 1983       |
| Punch-Out!!                           | DA      | DA                         | NU                | 1984       |
| Super Punch-Out!!                     | DA      | DA                         | NU                | 1984       |
| Arm Wrestling                         | DA      | DA                         | NU                | 1985       |
| Cruis'n USA                           | DA      | DA                         | DA                | 1994       |
| Killer Instinct                       | DA      | DA                         | DA                | 1994       |
| Cruis'n World                         | DA      | DA                         | DA                | 1996       |
| Killer Instinct 2                     | DA      | DA                         | DA                | 1996       |
| Cruis'n Exotica                       | DA      | DA                         | DA                | 1999       |
| F-Zero AX                             | DA      | DA                         | DA                | 2003       |
| Super Mario Fushigi no Korokoro Party | DA      | NU                         | NU                | 2004       |
| Mario Kart Arcade GP                  | DA      | DA                         | DA                | 2005       |
| Donkey Kong: Banana Kingdom           | ?       | ?                          | ?                 | 2007       |
| Mario Kart Arcade GP 2                | DA      | ?                          | ?                 | 2007       |
| Pokémon Battrio                       | ?       | ?                          | ?                 | 2007       |

## Console TV

### Color TV Game
| Titlu                 | Japonia | Statele Unite ale Americii | Uniunea Europeană | An lansare |
| --------------------- | ------- | -------------------------- | ----------------- | ---------- |
| Color TV Game 6       | DA      | NU                         | NU                | 1977       |
| Color TV Game 15      | DA      | NU                         | NU                | 1978       |
| Color TV Racing 112   | DA      | NU                         | NU                | 1978       |
| Color TV Block Kusure | DA      | NU                         | NU                | 1979       |
| Computer TV Game      | DA      | NU                         | NU                | 1980       |

### Nintendo Entertainment System
| Titlu                                               | Japonia | Statele Unite ale Americii | Uniunea Europeană | An lansare |
| --------------------------------------------------- | ------- | -------------------------- | ----------------- | ---------- |
| Baseball                                            | DA      | DA                         | NU                | 1983       |
| Donkey Kong                                         | DA      | DA                         | DA                | 1983       |
| Donkey Kong Jr.                                     | DA      | DA                         | DA                | 1983       |
| Donkey Kong Jr. Math                                | DA      | DA                         | NU                | 1983       |
| Gomoku Narabe                                       | DA      | NU                         | NU                | 1983       |
| Mahjong                                             | DA      | NU                         | NU                | 1983       |
| Mario Bros.                                         | DA      | DA                         | DA                | 1983       |
| Popeye                                              | DA      | DA                         | DA                | 1983       |
| Popeye no Eigo Asobi                                | DA      | NU                         | NU                | 1983       |
| 4nin Uchi Mahjong                                   | DA      | NU                         | NU                | 1984       |
| Clu Clu Land                                        | DA      | DA                         | DA                | 1984       |
| Devil World                                         | DA      | NU                         | DA                | 1984       |
| Donkey Kong 3                                       | DA      | DA                         | DA                | 1984       |
| Duck Hunt                                           | DA      | DA                         | DA                | 1984       |
| Excitebike                                          | DA      | DA                         | DA                | 1984       |
| F-1 Race                                            | DA      | NU                         | NU                | 1984       |
| Family BASIC                                        | DA      | NU                         | NU                | 1984       |
| Golf                                                | DA      | DA                         | DA                | 1984       |
| Hogan's Alley                                       | DA      | DA                         | DA                | 1984       |
| Pinball                                             | DA      | DA                         | DA                | 1984       |
| Tennis                                              | DA      | DA                         | DA                | 1984       |
| Urban Champion                                      | DA      | DA                         | NU                | 1984       |
| Wild Gunman                                         | DA      | DA                         | DA                | 1984       |
| 10-Yard Fight                                       | NU      | DA                         | NU                | 1985       |
| Balloon Fight                                       | DA      | DA                         | NU                | 1985       |
| Gyromite                                            | DA      | DA                         | NU                | 1985       |
| Ice Climber                                         | DA      | DA                         | DA                | 1985       |
| Kung Fu                                             | DA      | DA                         | DA                | 1985       |
| Mach Rider                                          | DA      | DA                         | DA                | 1985       |
| Soccer                                              | DA      | DA                         | DA                | 1985       |
| Stack-Up                                            | DA      | DA                         | NU                | 1985       |
| Super Mario Bros                                    | DA      | DA                         | DA                | 1985       |
| Wrecking Crew                                       | DA      | DA                         | DA                | 1985       |
| Gumshoe                                             | DA      | DA                         | NU                | 1986       |
| Kid Icarus                                          | DA      | DA                         | DA                | 1986       |
| The Legend of Zelda                                 | DA      | DA                         | DA                | 1986       |
| Metroid                                             | DA      | DA                         | DA                | 1986       |
| Nazo no Murasamejou                                 | DA      | NU                         | NU                | 1986       |
| Pro Wrestling                                       | DA      | DA                         | DA                | 1986       |
| Super Mario Bros.: The Lost Levels                  | DA      | NU                         | NU                | 1986       |
| Volleyball                                          | DA      | DA                         | DA                | 1986       |
| Doki Doki Panic                                     | DA      | NU                         | NU                | 1987       |
| Famicom Grand Prix: F1 Race                         | DA      | NU                         | NU                | 1987       |
| Ginga no Sannin                                     | DA      | NU                         | NU                | 1987       |
| Golf Japan Course                                   | DA      | NU                         | NU                | 1987       |
| Golf US Course                                      | DA      | NU                         | NU                | 1987       |
| Mike Tyson's Punch-Out!!                            | DA      | DA                         | DA                | 1987       |
| Nakayama Miho no Tokimeki High School               | DA      | NU                         | NU                | 1987       |
| Rad Racer                                           | NU      | DA                         | NU                | 1987       |
| Shin Onigashima                                     | DA      | NU                         | NU                | 1987       |
| Slalom                                              | DA      | DA                         | DA                | 1987       |
| Smash Ping Pong                                     | DA      | NU                         | NU                | 1987       |
| Zelda II: The Adventure of Link                     | DA      | DA                         | DA                | 1987       |
| Anticipation                                        | DA      | DA                         | NU                | 1988       |
| Donkey Kong Classics                                | NU      | DA                         | DA                | 1988       |
| Famicom Grand Prix II: 3D Hot Rally                 | DA      | NU                         | NU                | 1988       |
| Famicom Tantei Club: Kieta Koukeisha                | DA      | NU                         | NU                | 1988       |
| Famicom Wars                                        | DA      | NU                         | NU                | 1988       |
| Ice Hockey                                          | DA      | DA                         | DA                | 1988       |
| RC Pro-Am                                           | DA      | DA                         | NU                | 1988       |
| Super Mario Bros. 2                                 | DA      | DA                         | DA                | 1988       |
| Super Mario Bros. 3                                 | DA      | DA                         | DA                | 1988       |
| Super Team Games                                    | NU      | DA                         | NU                | 1988       |
| World Class Track Meet                              | NU      | DA                         | NU                | 1988       |
| Cobra Triangle                                      | NU      | DA                         | NU                | 1989       |
| Dance Aerobics                                      | NU      | DA                         | NU                | 1989       |
| Dragon Warrior                                      | NU      | DA                         | NU                | 1989       |
| Famicom Tantei Club Part II: Ushiro ni Tatsu Shoujo | DA      | NU                         | NU                | 1989       |
| Faxanadu                                            | NU      | DA                         | DA                | 1989       |
| Mother                                              | DA      | NU                         | NU                | 1989       |
| Short Order & Eggsplode                             | DA      | DA                         | DA                | 1989       |
| Tetris                                              | DA      | DA                         | DA                | 1989       |
| To the Earth                                        | NU      | DA                         | DA                | 1989       |
| Yuu Yuu Ki                                          | DA      | NU                         | NU                | 1989       |
| Backgammon                                          | DA      | NU                         | NU                | 1990       |
| Barker Bill's Trick Shooting                        | DA      | DA                         | NU                | 1990       |
| Dr. Mario                                           | DA      | DA                         | NU                | 1990       |
| Final Fantasy                                       | NU      | DA                         | NU                | 1990       |
| Fire Emblem: Ankoku Ryū to Hikari no Tsurugi        | DA      | NU                         | NU                | 1990       |
| Knight Move                                         | DA      | NU                         | NU                | 1990       |
| NES Play Action Football                            | DA      | DA                         | NU                | 1990       |
| Nintendo World Cup                                  | NU      | DA                         | NU                | 1990       |
| Pin*Bot                                             | DA      | DA                         | NU                | 1990       |
| Snake Rattle 'n' Roll                               | DA      | DA                         | NU                | 1990       |
| StarTropics                                         | NU      | DA                         | DA                | 1990       |
| Super Spike V'Ball                                  | NU      | DA                         | DA                | 1990       |
| NES Open Tournament Golf                            | DA      | DA                         | DA                | 1991       |
| Shin 4nin Uchi Mahjong: Yakuman Tengoku             | DA      | NU                         | NU                | 1991       |
| Time Twist: Rekishi no Katasume de...               | DA      | NU                         | NU                | 1991       |
| Yoshi                                               | DA      | DA                         | DA                | 1991       |
| Fire Emblem Gaiden                                  | DA      | NU                         | NU                | 1992       |
| Yoshi's Cookie                                      | DA      | DA                         | DA                | 1992       |
| Joy Mech Fight                                      | DA      | NU                         | NU                | 1993       |
| Kirby's Adventure                                   | DA      | DA                         | DA                | 1993       |
| Tetris 2                                            | DA      | DA                         | DA                | 1993       |
| Mega Man 6                                          | NU      | DA                         | NU                | 1994       |
| Star Tropics II: Zoda's Revenge                     | NU      | DA                         | NU                | 1994       |
| Wario's Woods                                       | DA      | DA                         | DA                | 1994       |

### Super Nintendo Entertainment System
| Titlu                                               | Japonia | Statele Unite ale Americii | Uniunea Europeană | An lansare |
| --------------------------------------------------- | ------- | -------------------------- | ----------------- | ---------- |
| F-Zero                                              | DA      | DA                         | DA                | 1991       |
| Pilotwings                                          | DA      | DA                         | DA                | 1991       |
| Sim City                                            | DA      | DA                         | DA                | 1991       |
| Super Mario World                                   | DA      | DA                         | DA                | 1991       |
| Super Tennis                                        | NU      | DA                         | NU                | 1991       |
| Battle Clash                                        | DA      | DA                         | DA                | 1992       |
| The Legend of Zelda: A Link to the Past             | DA      | DA                         | DA                | 1992       |
| Mario Paint                                         | DA      | DA                         | DA                | 1992       |
| NCAA Basketball                                     | NU      | DA                         | NU                | 1992       |
| Super Mario Kart                                    | DA      | DA                         | DA                | 1992       |
| Super Play Action Football                          | NU      | DA                         | NU                | 1992       |
| Super Scope 6                                       | DA      | DA                         | DA                | 1992       |
| Super Soccer                                        | NU      | DA                         | NU                | 1992       |
| Mario & Wario                                       | DA      | NU                         | NU                | 1993       |
| Metal Combat: Falcon's Revenge                      | DA      | DA                         | NU                | 1993       |
| NHL Stanley Cup                                     | NU      | DA                         | NU                | 1993       |
| Star Fox                                            | DA      | DA                         | DA                | 1993       |
| Super Mario All-Stars                               | DA      | DA                         | DA                | 1993       |
| Vegas Stakes                                        | DA      | DA                         | NU                | 1993       |
| Yoshi's Safari                                      | DA      | DA                         | DA                | 1993       |
| Donkey Kong Country                                 | DA      | DA                         | DA                | 1994       |
| EarthBound                                          | DA      | DA                         | NU                | 1994       |
| Fire Emblem: Monshou no Nazo                        | DA      | NU                         | NU                | 1994       |
| Illusion of Gaia                                    | NU      | DA                         | DA                | 1994       |
| Kirby's Dream Course                                | DA      | DA                         | DA                | 1994       |
| Major League Baseball                               | NU      | DA                         | NU                | 1994       |
| Stunt Race FX                                       | DA      | DA                         | DA                | 1994       |
| Super Metroid                                       | DA      | DA                         | DA                | 1994       |
| Super Punch-Out!!                                   | DA      | DA                         | DA                | 1994       |
| Tetris & Dr. Mario                                  | DA      | DA                         | NU                | 1994       |
| Tin Star                                            | NU      | DA                         | NU                | 1994       |
| Uniracers                                           | DA      | DA                         | DA                | 1994       |
| Wario's Woods                                       | NU      | DA                         | NU                | 1994       |
| Donkey Kong Country 2: Diddy Kong's Quest           | DA      | DA                         | DA                | 1995       |
| Killer Instinct                                     | DA      | DA                         | DA                | 1995       |
| Kirby's Avalanche                                   | NU      | DA                         | DA                | 1995       |
| Mario's Picross                                     | DA      | DA                         | DA                | 1995       |
| Mario's Super Picross                               | DA      | NU                         | NU                | 1995       |
| Panel de Pon                                        | DA      | NU                         | NU                | 1995       |
| Super Mario World 2: Yoshi's Island                 | DA      | DA                         | DA                | 1995       |
| Donkey Kong Country 3: Dixie Kong's Double Trouble! | DA      | DA                         | DA                | 1996       |
| Fire Emblem: Seisen no Keifu                        | DA      | NU                         | NU                | 1996       |
| Ken Griffey Jr.'s Winning Run                       | NU      | DA                         | NU                | 1996       |
| Kirby Super Star                                    | DA      | DA                         | DA                | 1996       |
| Marvelous: Another Treasure Island                  | DA      | NU                         | NU                | 1996       |
| Maui Mallard in Cold Shadow                         | NU      | NU                         | DA                | 1996       |
| Pinocchio                                           | NU      | NU                         | DA                | 1996       |
| Street Fighter Alpha 2                              | NU      | DA                         | NU                | 1996       |
| Super Mario RPG: Legend of the Seven Stars          | DA      | DA                         | NU                | 1996       |
| Tetris Attack                                       | NU      | DA                         | DA                | 1996       |
| Itoi Shigesato no Bass Tsuri No.1                   | DA      | NU                         | NU                | 1997       |
| Kirby's Dream Land 3                                | DA      | DA                         | NU                | 1997       |
| Space Invaders                                      | NU      | DA                         | NU                | 1997       |
| Heisei Shin Oni Ga Shima                            | DA      | NU                         | NU                | 1998       |
| Mini 4WD: Lets & Go! Power WGP2                     | DA      | NU                         | NU                | 1998       |
| Wrecking Crew '98                                   | DA      | NU                         | NU                | 1998       |
| Kirby no Kirakira Kizzu                             | DA      | NU                         | NU                | 1999       |
| Power Soukoban                                      | DA      | NU                         | NU                | 1999       |
| Sutte Hakkun                                        | DA      | NU                         | NU                | 1999       |
| Fire Emblem: Thracia 776                            | DA      | NU                         | NU                | 2000       |

### Nintendo 64
| Titlu                                                        | Japonia | Statele Unite ale Americii | Uniunea Europeană | An lansare |
| ------------------------------------------------------------ | ------- | -------------------------- | ----------------- | ---------- |
| Cruis'n USA                                                  | DA      | DA                         | DA                | 1996       |
| Killer Instinct 2                                            | DA      | DA                         | DA                | 1996       |
| Pilotwings 64                                                | DA      | DA                         | DA                | 1996       |
| Star Wars: Shadows of the Empire                             | NU      | DA                         | DA                | 1996       |
| Super Mario 64                                               | DA      | DA                         | DA                | 1996       |
| Wave Race 64                                                 | DA      | DA                         | DA                | 1996       |
| Blast Corps                                                  | DA      | DA                         | DA                | 1997       |
| Bomberman 64                                                 | DA      | DA                         | DA                | 1997       |
| Diddy Kong Racing                                            | DA      | DA                         | DA                | 1997       |
| GoldenEye 007                                                | DA      | DA                         | DA                | 1997       |
| Mario Kart 64                                                | DA      | DA                         | DA                | 1997       |
| Mischief Makers                                              | NU      | DA                         | DA                | 1997       |
| Star Fox 64                                                  | DA      | DA                         | DA                | 1997       |
| Super Mario 64 *                                             | DA      | NU                         | NU                | 1997       |
| Tetrisphere                                                  | DA      | DA                         | DA                | 1997       |
| Wave Race 64 *                                               | DA      | NU                         | NU                | 1997       |
| 1080° Snowboarding                                           | DA      | DA                         | DA                | 1998       |
| Banjo-Kazooie                                                | DA      | DA                         | DA                | 1998       |
| Bomberman Hero                                               | DA      | DA                         | DA                | 1998       |
| Cruis'n World                                                | DA      | DA                         | DA                | 1998       |
| F-1 World Grand Prix                                         | DA      | NU                         | NU                | 1998       |
| F-Zero X                                                     | DA      | DA                         | DA                | 1998       |
| Kobe Bryant in NBA Courtside                                 | DA      | DA                         | DA                | 1998       |
| The Legend of Zelda: Ocarina of Time                         | DA      | DA                         | DA                | 1998       |
| Major League Baseball Featuring Ken Griffey, Jr.             | DA      | DA                         | NU                | 1998       |
| Pokémon Stadium                                              | DA      | NU                         | NU                | 1998       |
| Waialae Country Club: True Golf Classics                     | NU      | DA                         | DA                | 1998       |
| Yoshi's Story                                                | DA      | DA                         | DA                | 1998       |
| Command & Conquer                                            | DA      | DA                         | DA                | 1999       |
| Custom Robo                                                  | DA      | NU                         | NU                | 1999       |
| Donkey Kong 64                                               | DA      | DA                         | DA                | 1999       |
| Ken Griffey Jr.'s Slugfest                                   | NU      | DA                         | NU                | 1999       |
| Kyojin no Doshin 1 **                                        | DA      | NU                         | NU                | 1999       |
| Mario Artist: Paint Studio **                                | DA      | NU                         | NU                | 1999       |
| Mario Golf                                                   | DA      | DA                         | DA                | 1999       |
| Mario Party                                                  | DA      | DA                         | DA                | 1999       |
| NBA Courtside 2: Featuring Kobe Bryant                       | NU      | DA                         | NU                | 1999       |
| The New Tetris                                               | DA      | DA                         | DA                | 1999       |
| Ogre Battle 64                                               | DA      | NU                         | NU                | 1999       |
| Pokémon Snap                                                 | DA      | DA                         | DA                | 1999       |
| Star Wars: Episode I Racer                                   | NU      | DA                         | DA                | 1999       |
| Super Smash Bros.                                            | DA      | DA                         | DA                | 1999       |
| Banjo-Tooie                                                  | DA      | DA                         | DA                | 2000       |
| Cruis'n Exotica                                              | DA      | DA                         | DA                | 2000       |
| Custom Robo V2                                               | DA      | NU                         | NU                | 2000       |
| Excitebike 64                                                | DA      | DA                         | DA                | 2000       |
| F-Zero X Expansion Kit **                                    | DA      | NU                         | NU                | 2000       |
| Fuuraibou no Siren Shiro 2: Oni Shuuful!                     | DA      | NU                         | NU                | 2000       |
| Hey You, Pikachu!                                            | DA      | DA                         | NU                | 2000       |
| Itoi Shigesato no Bass Tsuri No.1 Ketteihan!                 | DA      | NU                         | NU                | 2000       |
| Kirby 64: The Crystal Shards                                 | DA      | DA                         | DA                | 2000       |
| Kyojin no Doshin Kaihou Sensen Chibikko Chikko Daishuugou ** | DA      | NU                         | NU                | 2000       |
| The Legend of Zelda: Majora's Mask                           | DA      | DA                         | DA                | 2000       |
| Mario Artist: Communication Kit **                           | DA      | NU                         | NU                | 2000       |
| Mario Artist: Polygon Studio **                              | DA      | NU                         | NU                | 2000       |
| Mario Artist: Talent Studio **                               | DA      | NU                         | NU                | 2000       |
| Mario Party 2                                                | DA      | DA                         | DA                | 2000       |
| Mario Tennis                                                 | DA      | DA                         | DA                | 2000       |
| Mickey's Speedway USA                                        | DA      | DA                         | DA                | 2000       |
| Perfect Dark                                                 | DA      | DA                         | DA                | 2000       |
| Pokémon Puzzle League                                        | NU      | DA                         | DA                | 2000       |
| Pokémon Stadium                                              | DA      | DA                         | DA                | 2000       |
| Ridge Racer 64                                               | DA      | DA                         | DA                | 2000       |
| Sim City 64 **                                               | DA      | NU                         | NU                | 2000       |
| Sin and Punishment: Successor of the Earth                   | DA      | NU                         | NU                | 2000       |
| Starcraft 64                                                 | DA      | DA                         | DA                | 2000       |
| Dōbutsu no Mori                                              | DA      | NU                         | NU                | 2001       |
| Dr. Mario 64                                                 | NU      | DA                         | NU                | 2001       |
| Mario Party 3                                                | DA      | DA                         | DA                | 2001       |
| Paper Mario                                                  | DA      | DA                         | DA                | 2001       |
| Pokémon Stadium 2                                            | DA      | DA                         | DA                | 2001       |

| Rumble Pak *     |
| Nintendo 64DD ** |

### Nintendo GameCube
| Titlu                                             | Japonia | Statele Unite ale Americii | Uniunea Europeană | An lansare |
| ------------------------------------------------- | ------- | -------------------------- | ----------------- | ---------- |
| Dōbutsu no Mori +                                 | DA      | NU                         | NU                | 2001       |
| Luigi's Mansion                                   | DA      | DA                         | DA                | 2001       |
| Pikmin                                            | DA      | DA                         | DA                | 2001       |
| Super Smash Bros. Melee                           | DA      | DA                         | DA                | 2001       |
| Wave Race: Blue Storm                             | DA      | DA                         | DA                | 2001       |
| Animal Crossing                                   | DA      | DA                         | DA                | 2002       |
| Cubivore: Survival of the Fittest                 | DA      | NU                         | NU                | 2002       |
| Disney's Magical Mirror Starring Mickey Mouse     | DA      | DA                         | DA                | 2002       |
| Doshin the Giant                                  | DA      | NU                         | DA                | 2002       |
| Eternal Darkness: Sanity's Requiem                | DA      | DA                         | DA                | 2002       |
| Mario Party 4                                     | DA      | DA                         | DA                | 2002       |
| Metroid Prime                                     | DA      | DA                         | DA                | 2002       |
| NBA Courtside 2002                                | NU      | DA                         | DA                | 2002       |
| Star Fox Adventures                               | DA      | DA                         | DA                | 2002       |
| Super Mario Sunshine                              | DA      | DA                         | DA                | 2002       |
| 1080° Avalanche                                   | DA      | DA                         | DA                | 2003       |
| Donkey Konga                                      | DA      | DA                         | DA                | 2003       |
| F-Zero GX                                         | DA      | DA                         | DA                | 2003       |
| GiFTPiA                                           | DA      | NU                         | NU                | 2003       |
| Kirby Air Ride                                    | DA      | DA                         | DA                | 2003       |
| The Legend of Zelda: Collector's Edition          | DA      | DA                         | DA                | 2003       |
| The Legend of Zelda: Ocarina of Time Master Quest | DA      | DA                         | DA                | 2003       |
| The Legend of Zelda: The Wind Waker               | DA      | DA                         | DA                | 2003       |
| Mario Golf: Toadstool Tour                        | DA      | DA                         | DA                | 2003       |
| Mario Kart: Double Dash!!                         | DA      | DA                         | DA                | 2003       |
| Mario Party 5                                     | DA      | DA                         | DA                | 2003       |
| Nintendo Puzzle Collection                        | DA      | NU                         | NU                | 2003       |
| Pokémon Channel                                   | DA      | DA                         | DA                | 2003       |
| Wario World                                       | DA      | DA                         | DA                | 2003       |
| Custom Robo                                       | DA      | DA                         | NU                | 2004       |
| Donkey Kong Jungle Beat                           | DA      | DA                         | DA                | 2004       |
| Donkey Konga 2                                    | DA      | DA                         | DA                | 2004       |
| Final Fantasy Crystal Chronicles                  | NU      | DA                         | NU                | 2004       |
| Kururin Squash!                                   | DA      | NU                         | NU                | 2004       |
| The Legend of Zelda: Four Swords Adventures       | DA      | DA                         | DA                | 2004       |
| Mario Party 6                                     | DA      | DA                         | DA                | 2004       |
| Mario Power Tennis                                | DA      | DA                         | DA                | 2004       |
| Paper Mario: The Thousand-Year Door               | DA      | DA                         | DA                | 2004       |
| Pikmin 2                                          | DA      | DA                         | DA                | 2004       |
| Pokémon Box: Ruby and Sapphire                    | DA      | DA                         | NU                | 2004       |
| Pokémon Colosseum                                 | DA      | DA                         | DA                | 2004       |
| WarioWare, Inc.: Mega Party Game$                 | DA      | DA                         | DA                | 2004       |
| Battalion Wars                                    | DA      | DA                         | NU                | 2005       |
| Dance Dance Revolution: Mario Mix                 | DA      | DA                         | DA                | 2005       |
| Densetsu no Quiz Ou Ketteisen                     | DA      | NU                         | NU                | 2005       |
| Donkey Konga 3                                    | DA      | NU                         | NU                | 2005       |
| Fire Emblem: Path of Radiance                     | DA      | DA                         | DA                | 2005       |
| Geist                                             | NU      | DA                         | DA                | 2005       |
| Mario Party 7                                     | DA      | DA                         | DA                | 2005       |
| Mario Superstar Baseball                          | DA      | DA                         | DA                | 2005       |
| Metroid Prime 2: Echoes                           | DA      | DA                         | DA                | 2005       |
| Pokémon XD: Gale of Darkness                      | DA      | DA                         | DA                | 2005       |
| Star Fox: Assault                                 | DA      | DA                         | DA                | 2005       |
| Super Mario Strikers                              | DA      | DA                         | DA                | 2005       |
| Baten Kaitos Origins                              | DA      | DA                         | NU                | 2006       |
| Chibi-Robo!: Plug Into Adventure!                 | DA      | DA                         | DA                | 2006       |
| The Legend of Zelda: Twilight Princess            | DA      | DA                         | DA                | 2006       |
| Odama                                             | DA      | DA                         | DA                | 2006       |

### Wii
| Titlu                                  | Japonia | Statele Unite ale Americii | Uniunea Europeană | An lansare |
| -------------------------------------- | ------- | -------------------------- | ----------------- | ---------- |
| Excite Truck                           | DA      | DA                         | DA                | 2006       |
| The Legend of Zelda: Twilight Princess | DA      | DA                         | DA                | 2006       |
| Wii Play                               | DA      | DA                         | DA                | 2006       |
| Wii Sports                             | DA      | DA                         | DA                | 2006       |
| Animal Crossing Wii                    | ?       | ?                          | ?                 | 2007       |
| Battalion Wars 2                       | ?       | ?                          | ?                 | 2007       |
| Big Brain Academy: Wii Degree          | ?       | ?                          | ?                 | 2007       |
| Disaster: Day of Crisis                | ?       | ?                          | ?                 | 2007       |
| DK Bongo Blast                         | ?       | ?                          | ?                 | 2007       |
| Eyeshield 21: Field Saikyou no Senshi  | DA      | ?                          | ?                 | 2007       |
| Fire Emblem: The Goddess of Dawn       | DA      | ?                          | ?                 | 2007       |
| Forever Blue                           | ?       | ?                          | ?                 | 2007       |
| Mario & Sonic at the Olympic Games     | DA      | NU                         | NU                | 2007       |
| Mario Party 8                          | ?       | ?                          | ?                 | 2007       |
| Mario Strikers Charged                 | ?       | ?                          | ?                 | 2007       |
| Metroid Prime 3: Corruption            | ?       | ?                          | ?                 | 2007       |
| Pokémon Battle Revolution              | ?       | ?                          | ?                 | 2007       |
| Project H.A.M.M.E.R.                   | ?       | ?                          | ?                 | 2007       |
| Super Mario Galaxy                     | ?       | ?                          | ?                 | 2007       |
| Super Paper Mario                      | DA      | DA                         | ?                 | 2007       |
| Super Smash Bros. Brawl                | ?       | ?                          | ?                 | 2007       |
| Warioware: Smooth Moves                | DA      | DA                         | DA                | 2007       |
| Wii Health Pack                        | ?       | ?                          | ?                 | 2007       |
| Wii Music                              | ?       | ?                          | ?                 | 2007       |

### Wii U
| Titlu                                  | Japonia | Statele Unite ale Americii | Uniunea Europeană | Data lansării     |
| -------------------------------------- | ------- | -------------------------- | ----------------- | ----------------- |
| ZombieU                                |         | DA                         | DA                | 18 noiembrie 2012 |
| Scribblenauts Unlimited                |         | DA                         | DA                | 18 noiembrie 2012 |
| Nintendo Land                          | DA      | DA                         | DA                | 18 noiembrie 2012 |
| New Super Mario Bros. U                | DA      | DA                         | DA                | 18 noiembrie 2012 |
| Disney Epic Mickey 2: The Power of Two |         | DA                         | DA                | 18 noiembrie 2012 |
| FIFA 13                                |         | DA                         | DA                | 18 noiembrie 2012 |
| super mario 3d world                   | DA      | DA                         | DA                | 14 martie 2013    |

## Console portabile

### Game Boy / Game Boy Pocket / Game Boy Color
| Titlu                                        | Japonia | Statele Unite ale Americii | Uniunea Europeană | An lansare |
| -------------------------------------------- | ------- | -------------------------- | ----------------- | ---------- |
| Alleyway                                     | DA      | DA                         | NU                | 1989       |
| Baseball                                     | DA      | DA                         | NU                | 1989       |
| Golf                                         | DA      | DA                         | NU                | 1989       |
| Super Mario Land                             | DA      | DA                         | DA                | 1989       |
| Tennis                                       | DA      | DA                         | NU                | 1989       |
| Tetris                                       | DA      | DA                         | DA                | 1989       |
| Yakuman                                      | DA      | NU                         | NU                | 1989       |
| Balloon Kid                                  | DA      | DA                         | NU                | 1990       |
| Dr. Mario                                    | DA      | DA                         | NU                | 1990       |
| F-1 Race                                     | DA      | DA                         | DA                | 1990       |
| Play Action Football                         | DA      | DA                         | NU                | 1990       |
| Qix                                          | DA      | DA                         | NU                | 1990       |
| Radar Mission                                | DA      | DA                         | NU                | 1990       |
| Solar Striker                                | DA      | DA                         | NU                | 1990       |
| Game Boy Wars                                | DA      | NU                         | NU                | 1991       |
| Kid Icarus: Of Myths and Monsters            | NU      | DA                         | DA                | 1991       |
| Nintendo World Cup                           | NU      | DA                         | DA                | 1991       |
| Super R.C. Pro-Am                            | DA      | DA                         | NU                | 1991       |
| Yoshi                                        | DA      | DA                         | DA                | 1991       |
| Kaeru no tame ni kane wa naru                | DA      | NU                         | NU                | 1992       |
| Kirby's Dream Land                           | DA      | DA                         | DA                | 1992       |
| Metroid II: Return of Samus                  | DA      | DA                         | DA                | 1992       |
| Super Mario Land 2: 6 Golden Coins           | DA      | DA                         | DA                | 1992       |
| Wave Race                                    | DA      | DA                         | DA                | 1992       |
| X                                            | DA      | NU                         | NU                | 1992       |
| Yoshi's Cookie                               | DA      | DA                         | DA                | 1992       |
| Kirby's Pinball Land                         | DA      | DA                         | NU                | 1993       |
| The Legend of Zelda: Link's Awakening        | DA      | DA                         | DA                | 1993       |
| Tetris 2                                     | DA      | DA                         | DA                | 1993       |
| Top Rank Tennis                              | DA      | DA                         | NU                | 1993       |
| Donkey Kong                                  | DA      | DA                         | NU                | 1994       |
| Space Invaders                               | NU      | DA                         | NU                | 1994       |
| Wario Blast: Featuring Bomberman!            | DA      | DA                         | NU                | 1994       |
| Wario Land: Super Mario Land 3               | DA      | DA                         | DA                | 1994       |
| Arcade Classics: Asteroids + Missile Command | DA      | DA                         | NU                | 1995       |
| Arcade Classics: Centipede + Millipede       | DA      | DA                         | NU                | 1995       |
| Arcade Classics: Defender + Joust            | DA      | DA                         | NU                | 1995       |
| Arcade Classics: Galaga + Galaxian           | DA      | DA                         | NU                | 1995       |
| Donkey Kong Land                             | DA      | DA                         | NU                | 1995       |
| Game Boy Gallery                             | NU      | NU                         | DA                | 1995       |
| Killer Instinct                              | DA      | DA                         | DA                | 1995       |
| Kirby's Block Ball                           | DA      | DA                         | NU                | 1995       |
| Kirby's Dream Land 2                         | DA      | DA                         | NU                | 1995       |
| Mario's Picross                              | DA      | DA                         | DA                | 1995       |
| Street Fighter II                            | NU      | DA                         | DA                | 1995       |
| Vegas Stakes                                 | DA      | DA                         | NU                | 1995       |
| Battle Arena Toshinden                       | NU      | DA                         | NU                | 1996       |
| Donkey Kong Land 2                           | NU      | DA                         | NU                | 1996       |
| Mario's Picross 2                            | DA      | NU                         | NU                | 1996       |
| Mole Mania                                   | DA      | DA                         | NU                | 1996       |
| Pokémon Blue                                 | DA      | DA                         | DA                | 1996       |
| Pokémon Green                                | DA      | NU                         | NU                | 1996       |
| Pokémon Red                                  | DA      | DA                         | DA                | 1996       |
| Tetris Attack                                | NU      | DA                         | DA                | 1996       |
| Tetris Blast                                 | DA      | DA                         | DA                | 1996       |
| Donkey Kong Land III                         | DA      | DA                         | NU                | 1997       |
| Game & Watch Gallery                         | DA      | DA                         | DA                | 1997       |
| Game & Watch Gallery 2                       | DA      | DA                         | DA                | 1997       |
| The King of Fighters '95                     | NU      | DA                         | DA                | 1997       |
| Kirby's Star Stacker                         | NU      | DA                         | NU                | 1997       |
| Major League Baseball                        | DA      | DA                         | NU                | 1997       |
| Tetris Plus                                  | NU      | DA                         | DA                | 1997       |
| Bomberman GB                                 | NU      | DA                         | DA                | 1998       |
| Game Boy Camera                              | DA      | DA                         | DA                | 1998       |
| James Bond 007                               | DA      | DA                         | DA                | 1998       |
| The Legend of Zelda: Link's Awakening DX     | DA      | DA                         | DA                | 1998       |
| Pocket Bomberman                             | NU      | DA                         | DA                | 1998       |
| Pokémon Trading Card Game                    | DA      | DA                         | DA                | 1998       |
| Pokémon Yellow                               | DA      | DA                         | DA                | 1998       |
| Tetris DX                                    | DA      | DA                         | DA                | 1998       |
| Wario Land II                                | DA      | DA                         | DA                | 1998       |
| Beauty and the Beast: A Boardgame Adventure  | DA      | DA                         | DA                | 1999       |
| Bugs Bunny: Crazy Castle 3                   | NU      | DA                         | DA                | 1999       |
| Game & Watch Gallery 3                       | DA      | DA                         | DA                | 1999       |
| Ken Griffey Jr.'s Slugfest                   | NU      | DA                         | NU                | 1999       |
| Mario Golf                                   | DA      | DA                         | NU                | 1999       |
| Mickey's Racing Adventure                    | NU      | DA                         | DA                | 1999       |
| NBA 3 on 3                                   | DA      | DA                         | NU                | 1999       |
| Pokémon Gold                                 | DA      | DA                         | DA                | 1999       |
| Pokémon Pinball                              | DA      | DA                         | DA                | 1999       |
| Pokémon Silver                               | DA      | DA                         | DA                | 1999       |
| Quest for Camelot                            | DA      | DA                         | DA                | 1999       |
| R-Type DX                                    | DA      | DA                         | DA                | 1999       |
| Shadowgate Classic                           | NU      | DA                         | DA                | 1999       |
| Star Wars Episode I Racer                    | DA      | DA                         | DA                | 1999       |
| Super Mario Bros. Deluxe                     | DA      | DA                         | DA                | 1999       |
| Alice in Wonderland                          | DA      | DA                         | DA                | 2000       |
| Bionic Commando: Elite Forces                | DA      | DA                         | DA                | 2000       |
| Card Hero                                    | DA      | NU                         | NU                | 2000       |
| Crystalis                                    | NU      | DA                         | NU                | 2000       |
| Donkey Kong Country                          | DA      | DA                         | DA                | 2000       |
| Kirby Tilt 'n' Tumble                        | DA      | DA                         | NU                | 2000       |
| The Little Mermaid II: Pinball Frenzy        | DA      | DA                         | DA                | 2000       |
| Mario Tennis                                 | DA      | DA                         | DA                | 2000       |
| Monster Tactics                              | DA      | NU                         | NU                | 2000       |
| Phantom Zona                                 | DA      | NU                         | NU                | 2000       |
| Pokémon Crystal                              | DA      | DA                         | DA                | 2000       |
| Pokémon Puzzle Challenge                     | DA      | DA                         | DA                | 2000       |
| Tottoko Hamtaro: Tomodachi Daisakusen Dechu  | DA      | NU                         | NU                | 2000       |
| Wario Land 3                                 | DA      | DA                         | DA                | 2000       |
| Warlocked                                    | DA      | DA                         | DA                | 2000       |
| Hamtaro: Ham-Hams Unite!                     | DA      | DA                         | DA                | 2001       |
| The Legend of Zelda: Oracle of Ages          | DA      | DA                         | DA                | 2001       |
| The Legend of Zelda: Oracle of Seasons       | DA      | DA                         | DA                | 2001       |
| Mickey's Speedway USA                        | DA      | DA                         | DA                | 2001       |
| Mobile Golf +                                | DA      | NU                         | NU                | 2001       |
| Pokémon Card GB2                             | DA      | NU                         | NU                | 2001       |

### Virtual Boy
| Titlu                  | Japonia | Statele Unite ale Americii | Uniunea Europeană | An lansare |
| ---------------------- | ------- | -------------------------- | ----------------- | ---------- |
| Galactic Pinball       | DA      | DA                         | NU                | 1995       |
| Golf                   | DA      | DA                         | NU                | 1995       |
| Mario Clash            | DA      | DA                         | NU                | 1995       |
| Mario's Tennis         | DA      | DA                         | NU                | 1995       |
| Panic Bomber           | DA      | DA                         | NU                | 1995       |
| Red Alarm              | DA      | DA                         | NU                | 1995       |
| Teleroboxer            | DA      | DA                         | NU                | 1995       |
| Virtual Boy Wario Land | DA      | DA                         | NU                | 1995       |
| 3D Tetris              | DA      | DA                         | NU                | 1996       |
| Nester's Funky Bowling | NU      | DA                         | NU                | 1996       |

### Game Boy Advance / Game Boy Advance SP / Game Boy Micro
- Advance Wars
- Advance Wars 2: Black Hole Rising
- Classic NES Series: Bomberman
- Classic NES Series: Castlevania
- Classic NES Series: Donkey Kong
- Classic NES Series: Dr. Mario
- Classic NES Series: Excitebike
- Classic NES Series: Ice Climber
- Classic NES Series: The Legend of Zelda
- Classic NES Series: Metroid
- Classic NES Series: Pac-Man
- Classic NES Series: Super Mario Bros.
- Classic NES Series: Xevious
- Classic NES Series: Zelda II: The Adventure of Link
- Custom Robo GX (J)
- Disney's Magical Quest Starring Mickey & Minnie
- DK: King of Swing
- Donkey Kong Country
- Donkey Kong Country 2
- Donkey Kong Country 3
- Drill Dozer
- Dr. Mario & Puzzle League
- Dynasty Warriors Advance
- Famicom Mini: Adventure Island (J)
- Famicom Mini: Balloon Fight (J)
- Famicom Mini: Clu Clu Land (J)
- Famicom Mini: Dig Dug (J)
- Famicom Mini: Famicom Mukashibanashi: Shin Onigashima (J)
- Famicom Mini: Famicom Tantei Club Part II: Ushiro ni Tatsu Shoujo (J)
- Famicom Mini: Famicom Tantei Club: Keita Koukeisha (J)
- Famicom Mini: Ganbare Goemon! Karakuri Douchuu (J)
- Famicom Mini: Ghosts 'n Goblins (J)
- Famicom Mini: Kid Icarus (J)
- Famicom Mini: Mappy (J)
- Famicom Mini: Mario Bros. (J)
- Famicom Mini: Nazo no Murasamejo (J)
- Famicom Mini: Star Soldier (J)
- Famicom Mini: Super Mario Bros. 2 (J)
- Famicom Mini: TwinBee (J)
- Famicom Mini: Wrecking Crew (J)
- F-Zero Climax
- F-Zero GP Legend
- F-Zero: Maximum Velocity
- Final Fantasy I & II: Dawn of Souls
- Final Fantasy IV Advance
- Final Fantasy V Advance
- Final Fantasy VI Advance
- Final Fantasy Tactics Advance
- Fire Emblem
- Fire Emblem: Fuuin no Tsurugi  (J)
- Fire Emblem: The Sacred Stones
- Game & Watch Gallery 4
- Golden Sun
- Golden Sun: The Lost Age
- Hamtaro: Ham-Ham Games
- Hamtaro: Ham-Ham Heartbreak
- Hamtaro: Rainbow Rescue
- Horse Racing Creating Derby (J)
- Kingdom Hearts: Chain of Memories (E)
- Kirby and the Amazing Mirror
- Kirby: Nightmare in Dream Land
- The Legend of Zelda: A Link to the Past/Four Swords
- The Legend of Zelda: The Minish Cap
- Magical Vacation (J)
- Mario & Luigi: Superstar Saga
- Mario Golf: Advance Tour
- Mario Kart Super Circuit
- Mario Party Advance
- Mario Pinball Land
- Mario Tennis: Power Tour
- Mario vs. Donkey Kong
- Metroid Fusion
- Metroid: Zero Mission
- Mother 1 + 2  (J)
- Mother 3 (J)
- Pokémon Emerald
- Pokémon FireRed
- Pokémon LeafGreen
- Pokémon Mystery Dungeon: Red Rescue Team
- Pokémon Pinball: Ruby & Sapphire
- Pokémon Ruby
- Pokémon Sapphire
- Rhythm Tengoku (J)
- Super Mario Advance
- Super Mario World: Super Mario Advance 2
- Super Mario Advance 4: Super Mario Bros. 3
- Sword of Mana
- Tales of Phantasia
- Top Gear Rally
- Wario Land 4
- WarioWare, Inc.: Mega Microgame$
- WarioWare: Twisted!
- Yoshi Topsy-Turvy
- Yoshi's Island: Super Mario Advance 3

### Nintendo DS / Nintendo DS Lite
- 2004
- Super Mario 64 DS
- Daigasso! Band Brothers (J)

- 2005
- WarioWare: Touched!
- Yoshi Touch & Go
- Pokémon Dash
- Yakuman DS (J)
- Polarium
- Nintendogs: Shiba & Friends (J)
- Kirby: Canvas Curse
- DS Rakuhiki Jiten (J)
- Meteos
- Osu! Tatakae! Ouendan (J)
- Jump Superstars (J)
- Advance Wars: Dual Strike
- Nintendogs: Chihuahua & Friends
- Nintendogs: Dachshund & Friends
- Nintendogs: Labrador & Friends
- Trace Memory
- Metroid Prime Pinball
- Nintendogs: Best Friends Edition
- Daredemo Asobi Taisen (J)
- Mario Kart DS
- Mario & Luigi: Partners in Time
- Tottoko Hamtaro Nazonazo Q: Kumonoue no? Shiro (J)
- Animal Crossing: Wild World
- More Brain Age (J)

- 2006
- Electroplankton
- True Swing Golf
- English Training: Have Fun Improving Your Skills! (J) / (E)
- Super Princess Peach
- Eyeshield 21: MAX Devil Power (J)
- Pokémon Trozei!
- Metroid Prime: Hunters
- Tetris DS
- Densetsu no Starfy 4 (J)
- Kanji Sonomama Rakubiki Jiten (J)
- Brain Age: Train Your Brain in Minutes a Day
- Tabi no Yubisashi Kaiwa Chou DS: DS Series 1 - Thai (J)
- Tabi no Yubisashi Kaiwa Chou DS: DS Series 2 - Chuugoku (J)
- Tabi no Yubisashi Kaiwa Chou DS: DS Series 3 - Kankoku (J)
- Tabi no Yubisashi Kaiwa Chou DS: DS Series 4 - America (J)
- Tabi no Yubisashi Kaiwa Chou DS: DS Series 5 - Deutsch (J)
- New Super Mario Bros.
- Mawashitetsu Nageru Touch Panic (J)
- Magnetica
- Big Brain Academy
- Sudoku Gridmaster
- Project Hacker Kakusei (J)
- Shaberu DS Oryouri Navi (J)
- Game & Watch Collection (J)
- Tenchu: Dark Secret
- Star Fox Command
- Chousouju Mecha MG (J)
- Mogitate Chinkuru no Barairo Ruppīrando (J)
- Mario Hoops 3-on-3
- Wi-Fi Taiyou: Yakuman DS (J)
- Pokémon Mystery Dungeon: Blue Rescue Team
- Mario vs. Donkey Kong 2: March of the Minis
- Clubhouse Games
- Nintendogs: Dalmatian & Friends
- Magical Starsign
- Pokémon Ranger
- Children of Mana
- Otona no Joushiki Yoku Training (J)
- Elite Beat Agents
- Yoshi's Island DS
- Jump Ultimate Stars (J)
- Kirby: Squeak Squad
- Magic Taizen (J)
- Kenkou Ouen Recipe 1000 DS Kondate Zenshou
- Wish Room: Tenshi Kioku (J)

- 2007
- Picross DS (J)
- Hotel Dusk: Room 215
- Diddy Kong Racing DS
- Wario: Master of Disguise
- Custom Robo Arena

- Anunțate pentru 2007
- Pokémon Diamond
- Pokémon Pearl
- Tingle's Balloon Fight (J)
- Nintendo DS Browser
- The Legend of Zelda: Phantom Hourglass
- DK: King of Swing DS
- Moero! Nekketsu Rhythm Damashii Osu! Tatakae! Ouendan 2 (J)

- Anunțate - dată de lansare necunoscută
- Chibi-Robo: Park Patrol

## Nesortate
- EZ-Talk (J)
- NBA 3 on 3 Featuring Kobe Bryant
- Play Action Football
- World Class Track Meet
- Yakuman (J)
- Mission in Snowdriftland